# Anidride clorica
L'anidride clorica, nome IUPAC pentossido di dicloro, è un composto chimico con formula Cl2O5; è un composto binario molto instabile del cloro pentavalente. In questo particolare composto, di cui l'esistenza non è stata ancora verificata, il cloro è presente con numero di ossidazione +5. Il fatto che il numero di ossidazione del cloro sia intermedio fra quello massimo e quello minimo rende interessanti le sue proprietà ossidoriduttive. In teoria rappresenta l'anidride che reagendo con l'acqua (H2O) si combina per formare acido clorico, di formula HClO3.
Dalla decomposizione dell'anidride clorica si ottiene diossido di cloro e ossigeno secondo la reazione:
2 Cl2O5 → 4 ClO2 + O2